# باتريك آدامز
باتريك آدامز (بالإنجليزية: Patrick Adams)‏ هو منتج أسطوانات وملحن أمريكي، ولد في 17 مارس 1950.

## وصلات خارجية
- باتريك آدامز على موقع IMDb (الإنجليزية)
- باتريك آدامز على موقع ميوزك برينز (الإنجليزية)